# Hélcio Rogério
Hélcio Rogério (Feira de Santana, 1973) é um quadrinista brasileiro.
Começou sua carreira em 1998, participando da revista independente Brazuca Comics, publicada pelo Museu de Arte Contemporânea de Feira de Santana, na Bahia. Passou a trabalhar como ilustrador e artefinalista para diversos jornais e revistas. Seu estilo é marcado por linhas fortes e de claro/escuro marcantes, tendo como principais influências os quadrinistas Mozart Couto, Rodval Matias, Julio Shimamoto, John Buscema e
Frank Miller.
Desenhou diversas histórias em quadrinhos, tais como Impacto Fabricado no Brasil (editora  Taquara), Lorde Kramus (editora Universo), Sexy Total (editora Rickdan), Área 71 (independente), Peryc, O Mercenário (independente) e Billy the Kid (independente).
Em 2010, desenhou o romance gráfico independente Lucas da Vila de Sant'anna da Feira, escrito por Marcos Franco e Marcelo Lima. Por este livro, Hélcio ganhou em 2011 o Prêmio Angelo Agostini de melhor desenhista e de melhor lançamento independente.
Em 2012, Marcos Franco e Hélcio Rogério publicaram o romance gráfico Sant'anna da Feira, Terra de Lucas, que desenvolveu com mais profundidade a história de Lucas da Feira, contando com 176 páginas contra as 48 páginas (sendo apenas 30 de quadrinhos) da primeira obra. Embora sejam duas obras distintas, o novo livro deu continuidade à pesquisa de Marcos Franco que originou o primeiro álbum.